# Pulaski (Iowa)
Pulaski ist eine Kleinstadt (mit dem Status „City“) im Davis County im US-amerikanischen Bundesstaat Iowa. Das U.S. Census Bureau hat bei der Volkszählung 2020 eine Einwohnerzahl von 264 ermittelt.
Benannt ist es nach Kazimierz Pułaski, einem General des Unabhängigkeitskrieges.

## Geografie
Pulaski liegt im Südosten Iowas, rund 12 km nördlich der Grenze Iowas zu Missouri. Die vom Mississippi gebildete Grenze zu Illinois verläuft rund 80 km östlich.
Die geografischen Koordinaten von Pulaski sind 40°41′49″ nördlicher Breite und 92°16′24″ westlicher Länge. Die Stadt erstreckt sich über eine Fläche von 1,32 km² und ist die größte Ortschaft innerhalb der Prairie Township.
Nachbarorte von Pulaski sind Milton (10,7 km ostsüdöstlich), Bloomfield (15,3 km westnordwestlich) und Floris (24,9 km nordnordwestlich).
Die nächstgelegenen größeren Städte sind Cedar Rapids (201 km nordnordöstlich), Iowa City (160 km nordöstlich), die Quad Cities in Iowa und Illinois (224 km ostnordöstlich), Peoria in Illinois (275 km östlich), Illinois’ Hauptstadt Springfield (293 km ostsüdöstlich), St. Louis in Missouri (357 km südöstlich), Kansas City in Missouri (331 km südwestlich), Nebraskas größte Stadt Omaha (374 km westnordwestlich) und Iowas Hauptstadt Des Moines (189 km nordwestlich).

## Verkehr
Der Iowa State Highway 2 führt in West-Ost-Richtung als Hauptstraße durch Pulaski. Alle weiteren Straßen sind untergeordnete Landstraßen, teils unbefestigte Fahrwege sowie innerörtliche Verbindungsstraßen.
Mit dem Bloomfield Municipal Airport befindet sich 14,5 km westnordwestlich ein kleiner Flugplatz. Die nächsten Verkehrsflughäfen sind der Des Moines International Airport (192 km nordwestlich), der Eastern Iowa Airport in Cedar Rapids (188 km nordnordöstlich) und der Quad City International Airport (230 km ostnordöstlich).

## Bevölkerung
Nach der Volkszählung im Jahr 2010 lebten in Pulaski 260 Menschen in 104 Haushalten. Die Bevölkerungsdichte betrug 197 Einwohner pro Quadratkilometer. In den 104 Haushalten lebten statistisch je 2,5 Personen.
Ethnisch betrachtet bestand die Bevölkerung nur aus Weißen. Unabhängig von der ethnischen Zugehörigkeit waren 0,8 Prozent (zwei Personen) der Bevölkerung spanischer oder lateinamerikanischer Abstammung.
26,5 Prozent der Bevölkerung waren unter 18 Jahre alt, 59,7 Prozent waren zwischen 18 und 64 und 13,8 Prozent waren 65 Jahre oder älter. 47,3 Prozent der Bevölkerung waren weiblich.
Das mittlere jährliche Einkommen eines Haushalts lag bei 50.417 USD. Das Pro-Kopf-Einkommen betrug 22.929 USD. 18,6 Prozent der Einwohner lebten unterhalb der Armutsgrenze.

## Bekannte Bewohner
- C. William Ramseyer (1875–1943) – langjähriger republikanischer Abgeordneter des US-Repräsentantenhauses (1915–1933) – besuchte die Schule in Pulaski